# Un giorno senza messicani
Un giorno senza messicani (A Day Without a Mexican) è un film commedia del 2004 diretto da Sergio Arau.